# Языки Аландских островов
Аландские острова — автономная территория, принадлежащая Финляндии, где проживает самая большая в стране группа шведоязычных финнов (90 % населения региона, или 25 тысяч человек), говорящих на аландском диалекте шведского языка. Шведский язык является официальным языком региона. На финском языке говорит всего 5 % населения.
Языки, представленные наибольшим количеством людей на 2009 год (население — 27 734):
- шведский: 25 028 (90 %)
- финский: 1 388 (5 %)
- латышский: 159 (0,57 %)
- румынский: 127 (0,46 %)
- эстонский: 126 (0,45 %)
- русский: 101 (0,36 %)
- английский: 99 (0,36 %)
- тайский: 95 (0,34 %)

Хотя количество шведоговорящих жителей островов за 2000—2009 году увеличилось с 24 169 до 25 028, их процентное количество снизилось с 93,7 до 90,2. Количество финноговорящего населения увеличилось с 1 238 до 1 388 (с 4,8 % до 5 %). Процент говорящих на других языках увеличился с 1,5 до 4,8 %.